# Apamea cluna
Apamea cluna là một loài bướm đêm trong họ Noctuidae.